# Oktiabrski (Temriuk)
Oktiabrski - Октябрьский (rus) és un possiólok del krai de Krasnodar, a Rússia. Es troba a la península de Taman, al delta del riu Kuban. És a 5 km al sud-oest de Temriuk i a 131 km a l'oest de Krasnodar. Pertany a la ciutat de Temriuk.